# Kuhle Wampe: ili kome pripada svijet
Kuhle Wampe: ili kome pripada svijet (njem. Kuhle Wampe oder Wem gehört die Welt?) je njemački igrani film, izdan 1932., o nezaposlenosti i lijevom krilu politike u Weimarskoj Republici. Naslov se odnosi na šator za kampiranje u prirodi blizu Berlina.

## Vanjske poveznice
- Kuhle Wampe u internetskoj bazi filmova IMDb-a
- Cijeli film (u njemački)